# Stenåsakolken
Stenåsakolken är en sjö i Askersunds kommun i Närke och ingår i Motala ströms huvudavrinningsområde. Sjöns area är 0,007 kvadratkilometer och den befinner sig 173 meter över havet.